# 지미 버틀러
지미 버틀러 3세(영어: Jimmy Butler III, 1989년 9월 14일~)는 미국의 농구 선수로 포지션은 스윙맨이다. 버틀러는 마케트 대학교에서 대학 시절을 보낸 이후, 2011년 신인 드래프트에서 전체 30순위로 시카고 불스에 지명되었다. 현재는 NBA의 골든스테이트 워리어스 소속으로 뛰고 있다. 2020년에는 팀에서 1옵션으로 활약하며 팀을 파이널까지 진출시켰다.

## 경력 통계

### NBA

#### 선수 경력
시카고 시절 초(2011~2013)까지만 해도 벤치 멤버였으나 12-13시즌 후반기에 르브론 제임스를 상대로 인상적인 수비를 보여준 뒤 선발로 기용되었으며, 14-15시즌부터는 평균 20득점 5리바운드 5어시스트는 기록할 수 있는 팀의 에이스로 성장했다. 그러나 팀은 버틀러를 미네소타로 트레이드했고,  미네소타에 트레이드된 버틀러는 팀을 2004년 이후 14년만에 첫 플레이오프로 인도했으나 팀원들과의 불화로 인해 1년만에 이적했다.
이후 필라델피아에서는 3-4옵션을 맞으며 팀의 클러치를 책임지는 역할을 맡았다. 그러나 팀은 2라운드에서 7차전 끝에 패했고, 이후 버틀러는 마이애미로 이적하게 되었다.
19-20시즌에는 평균 19.9점을 기록하며 팀을 동부 5위로 이끌었고, 플레이오프에서는 더 스텝업하여 22.2점에 7리바 7어시 가량을 기록하며 팀을 파이널까지 이끌었다.(밀워키와의 2라운드에서 1차전에 40점을 기록한 건 덤이다.)
이후 파이널에서는 레이커스를 상대로 팀원들이 모두 부상으로 빠졌음에도 분전하며 3차전 40득점, 5차전 35득점 동반 트리플더블을 기록하는 등 평균 26점 가량을 기록하며 팀을 멱살캐리했으나 체력적으로 한계에 다다르면서 6차전만에 우승을 내어주고 말았다.
20-21시즌에는 주축 선수들의 코로나 감염으로 동부 6위에 그쳤고, 버틀러는 1라운드 내내 부진하며 스윕당했다.
그러나 21-22시즌에 제대로 이를 갈고 나온 버틀러는 올스타에도 선정되고 팀을 동부 1위를 이끌며 평균 21.4득점을 기록했다. 이후 팀도 컨퍼런스 파이널까지 수월하게 갔으나 보스턴과의 컨퍼런스 파이널에서 1차전 41점, 6차전 47점, 7차전 35점으로 분전했음에도 7차전끝에 패하고 말았다.
이후 22-23시즌에는 주축 멤버들의 노쇠화 및 부진으로 힘든 시즌을 치렀는데, 이를 단적으로 보여주는 것이 3월 12일 올랜도전이었다. 이날 버틀러는 홀로 극적인 버저비터 동점 3점 포함 38점을 올렸으나 팀원들이 부진하며 패했다.
그렇게 동부 8위로 간신히 진출한 플옵에서 버틀러는 리그 전체 1위 밀워키를 상대로 1차전 35점, 3차전 30점, 4차전 56득점(커리어하이), 5차전 42점(극적인 동점슛 포함)으로 우승 후보를 무려 4-1로 돌려보내는데 성공했다. 그의 1라운드 평균 기록은 5경기 37득점 야투 60% 3점 44%였다.
이후 2라운드에서 부상을 입었으나 4-2로 승리했고, 보스턴과의 리벤지 매치에서도 1차전 35점, 2차전 27점, 7차전 28득점을 올리며 팀 승리를 견인했고, 동부 컨퍼런스 파이널 MVP도 수상했다.
그러나 파이널에서는 3차전 28점, 4차전 25점 7리바 7어시를 기록한 것을 제외하면 모두 부진했고(파이널 평균 21.6점 야투 40%), 결국 우승은 덴버 너게츠에게 내주고 말았다. 그래도 정규시즌의 활약(22.9득점 야투율 53% 3점 35%, 리그 클러치 득점 3위)을 인정받아 올 NBA 세컨드팀(무려 스테픈 커리, 니콜라 요키치와 같이 선정되었다!)
아쉬움을 뒤로한 채 맞이한 23-24시즌, 버틀러는 시카고전에서 버저비터로 팀의 승리를 이끌고, 동부 상위권 팀인 클리블랜드를 상대로 30득점을 기록하며 팀 승리를 이끄는 등 활약하기도 했으나 기복을 보이며 팀은 8위로 내려앉고 말았다. 이후 플레이 인 토너먼트에서 그는 19점을 올렸으나 야투율이 27.8%였고, 설상가상으로 무릎 부상으로 시즌 아웃까지 되어버리며 23-24시즌을 허무하게 마무리했다.

이후 24-25시즌을 앞두고 여러 이적설이 생겨났다.(필라델피아, 골스 등이 버틀러를 노린다고 한다.) 그러나 이후 본인이 마이애미 잔류를 희망한다고 하면서 이적설은 일단락되었다. 
| 시즌    | 팀         | 경기 | 선발 | 출장시간 | 야투% | 3점슛% | 자유투% | 리바운드 | 어시스트 | 스틸  | 블록 | 득점 |
| ------- | ---------- | ---- | ---- | -------- | ----- | ------ | ------- | -------- | -------- | ----- | ---- | ---- |
| 2011–12 | 시카고     | 42   | 0    | 8.5      | .405  | .182   | .768    | 1.3      | .3       | .3    | .1   | 2.6  |
| 2012–13 | 시카고     | 82   | 80   | 26.0     | .467  | .381   | .803    | 4.0      | 1.4      | 1.0   | .4   | 8.6  |
| 2013–14 | 시카고     | 67   | 67   | 38.7     | .397  | .283   | .769    | 4.9      | 2.6      | 1.9   | .5   | 13.1 |
| 2014–15 | 시카고     | 65   | 65   | 38.7     | .462  | .378   | .834    | 5.8      | 3.3      | 1.8   | .6   | 20.0 |
| 2015–16 | 시카고     | 67   | 67   | 36.9     | .454  | .312   | .832    | 5.3      | 4.8      | 1.6   | .6   | 20.9 |
| 2016–17 | 시카고     | 76   | 75   | 37.0     | .455  | .367   | .865    | 6.2      | 5.5      | 1.9   | .4   | 23.9 |
| 2017–18 | 미네소타   | 59   | 59   | 36.7     | .474  | .350   | .854    | 5.3      | 4.9      | 2.0   | .4   | 22.2 |
| 2018–19 | 미네소타   | 10   | 10   | 36.1     | .471  | .378   | .787    | 5.2      | 4.3      | 2.4   | 1.0  | 21.3 |
| 2018–19 | 필라델피아 | 55   | 55   | 33.2     | .461  | .338   | .868    | 5.3      | 4.0      | 1.8   | .5   | 18.2 |
| 2019–20 | 마이애미   | 58   | 58   | 33.8     | .455  | .244   | .834    | 6.7      | 6.0      | 1.8   | .6   | 19.9 |
| 2020–21 | 마이애미   | 52   | 52   | 33.6     | .497  | .245   | .863    | 6.9      | 7.1      | '"2.1 | .3   | 21.5 |
| 경력    | 경력       | 633  | 528  | 33.1     | .458  | .327   | .838    | 5.2      | 4.0      | 1.6   | .5   | 17.4 |
| 올스타  | 올스타     | 3    | 1    | 14.0     | .800  | .000   | .000    | 2.3      | 1.7      | 1.7   | .0   | 5.3  |

#### 플레이오프
| 시즌 | 팀         | 경기 | 선발 | 출장시간 | 야투% | 3점슛% | 자유투% | 리바운드 | 어시스트 | 스틸 | 블록 | 득점 |
| ---- | ---------- | ---- | ---- | -------- | ----- | ------ | ------- | -------- | -------- | ---- | ---- | ---- |
| 2012 | 시카고     | 3    | 0    | 1.3      | —     | —      | —       | .0       | .0       | .0   | .0   | .0   |
| 2013 | 시카고     | 12   | 12   | 40.8     | .435  | .405   | .818    | 5.2      | 2.7      | 1.3  | .5   | 13.3 |
| 2014 | 시카고     | 5    | 5    | 43.6     | .386  | .300   | .783    | 5.2      | 2.2      | 1.4  | .0   | 13.6 |
| 2015 | 시카고     | 12   | 12   | 42.2     | .441  | .389   | .819    | 5.6      | 3.2      | 2.4  | .8   | 22.9 |
| 2017 | 시카고     | 6    | 6    | 39.8     | .426  | .261   | .809    | 7.3      | 4.3      | 1.7  | .8   | 22.7 |
| 2018 | 미네소타   | 5    | 5    | 34.0     | .444  | .471   | .833    | 6.0      | 4.0      | .8   | .2   | 15.8 |
| 2019 | 필라델피아 | 12   | 12   | 35.1     | .451  | .267   | .875    | 6.1      | 5.2      | 1.4  | .6   | 19.4 |
| 2020 | 마이애미   | 21   | 21   | 38.4     | .488  | .349   | .859    | 6.5      | 6.0      | 2.0  | .7   | 22.2 |
| 2021 | 마이애미   | 4    | 4    | 38.5     | .297  | .267   | .727    | 7.5      | 7.0      | 1.3  | .3   | 14.5 |
| 경력 |            | 80   | 77   | 37.6     | .442  | .346   | .836    | 5.8      | 4.3      | 1.6  | .5   | 18.5 |